# Disternopsis apicespinosa
Disternopsis apicespinosa là một loài bọ cánh cứng trong họ Cerambycidae.